# Schwarze Augenfleck-Schwebfliege

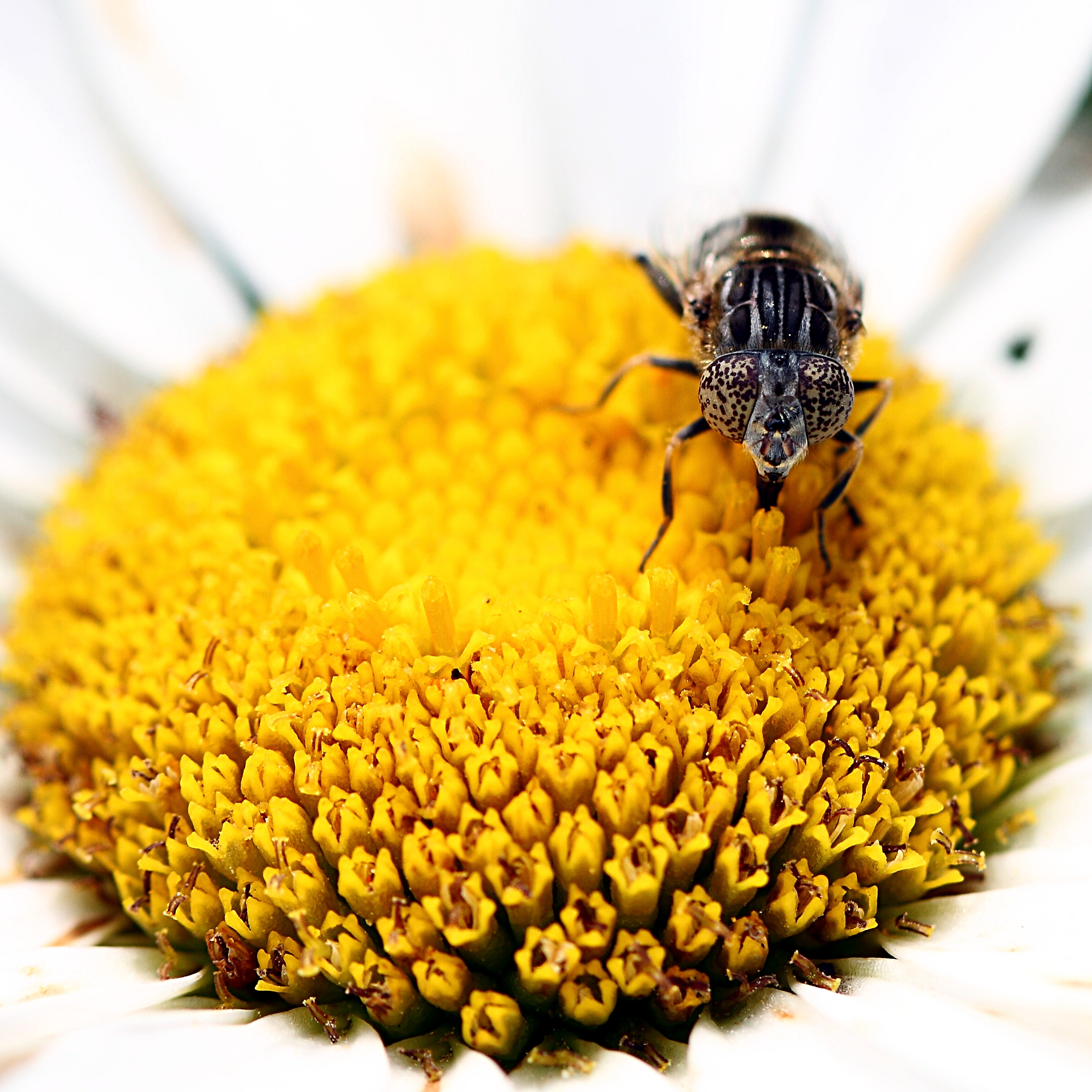
Die Schwarze Augenfleck-Schwebfliege auf einem Blütenkopf

Die Schwarze Augenfleck-Schwebfliege oder Fleckaugen-Schwebfliege oder Matte Faulschlammschwebfliege (Eristalinus sepulchralis) ist eine Fliege aus der Familie der Schwebfliegen (Syrphidae).

## Merkmale
Die Fliegen erreichen eine Körperlänge von 7 bis 9 Millimetern (Männchen) bzw. 9 bis 11 Millimetern (Weibchen). Ihr Körper ist klein und gedrungen, der kräftige Kopf ist dicht behaart. Die Facettenaugen haben eine helle bräunlichgelbe Grundfarbe und sind dunkel marmoriert. Auch bei den Männchen sind die beiden Augen getrennt. Die Fühler sind braun, das dritte Glied ist unterseits etwas heller gefärbt. Das Gesicht ist weißgrau gefärbt und trägt glänzend schwarze Höcker. Das Mesonotum hat eine schwarze Farbe und besitzt beim Männchen drei undeutliche, beim Weibchen gut erkennbare helle Längsstreifen, die hinten zusammenlaufen. Die Beine sind schwarz, gelegentlich sind die Knie und die Basis der einzelnen Tarsenglieder rotbraun. Die Schenkel und Schienen der Hinterbeine sind deutlich gekrümmt. Die Flügel sind durchsichtig und besitzen einen schwarzen Randpunkt. Ihnen fehlt die für Schwebfliegen typische Scheinader (vena spuria). Der Hinterleib ist oval und läuft kegelförmig nach hinten zusammen. Der der Männchen ist samtschwarz, ist auf den Hinterrändern der vorderen Tergite glänzend und trägt auf diesen Tergiten glänzende runde Flecken. Die Tergite des vierten und fünften Hinterleibssegments sind glänzend. Die Weibchen haben ein komplett glänzendes Abdomen. Die Art kann mit Eristalinus aeneus verwechselt werden, welche aber bei beiden Geschlechtern ein glänzendes Abdomen aufweist.

## Vorkommen und Lebensweise
Die Art kommt von Westafrika über die gesamte Paläarktis bis in die Orientalis vor. Sie fliegt von April bis September. Die Imagines findet man an Blüten, die Larven entwickeln sich in schlammigen Gewässern und in Schlick, worauf auch der deutschsprachige Name Matte Faulschlammschwebfliege Bezug nimmt.